# Walter Bengtsson (konstnär)

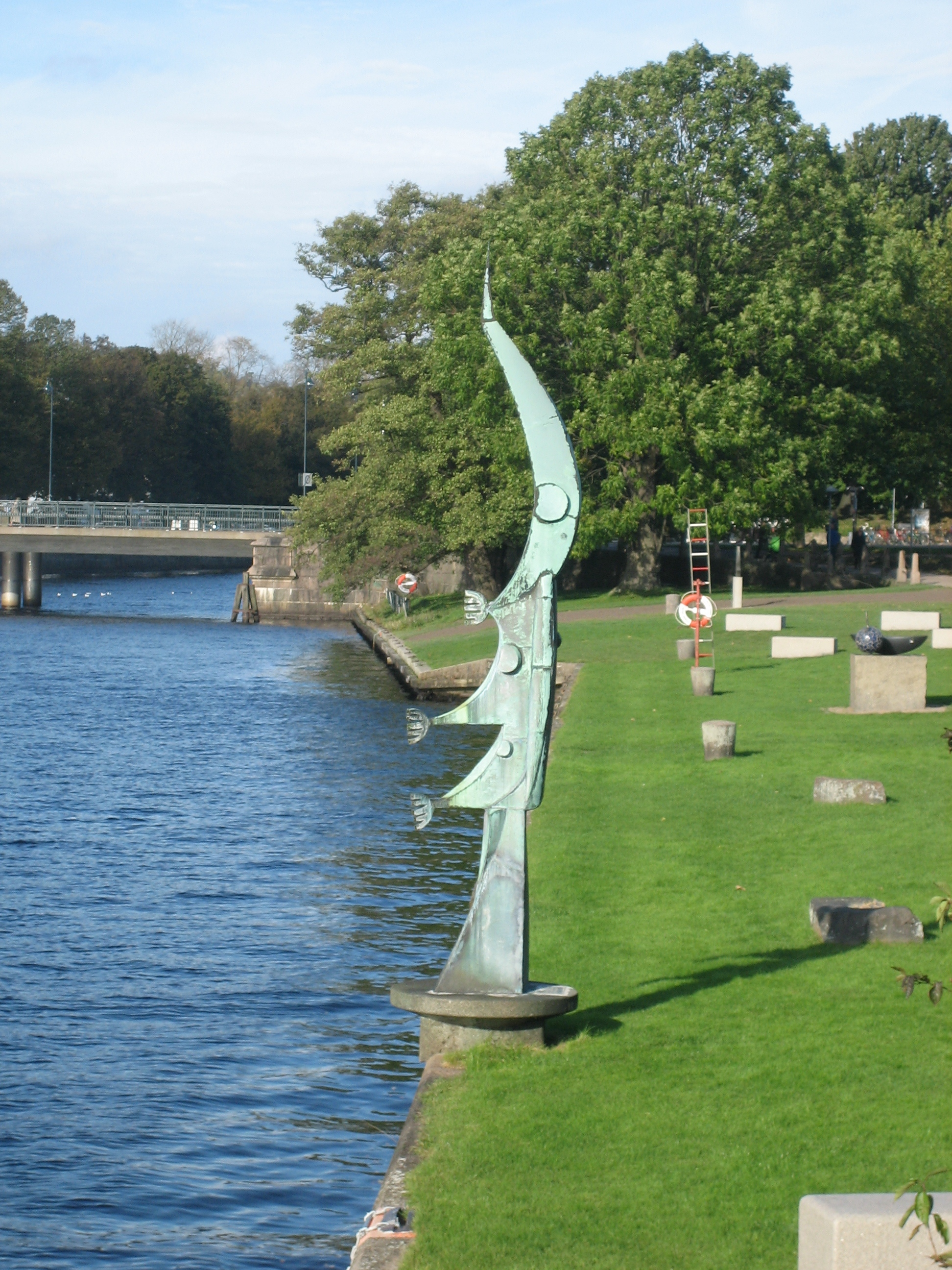
Laxen går upp i Picassoparken i Halmstad

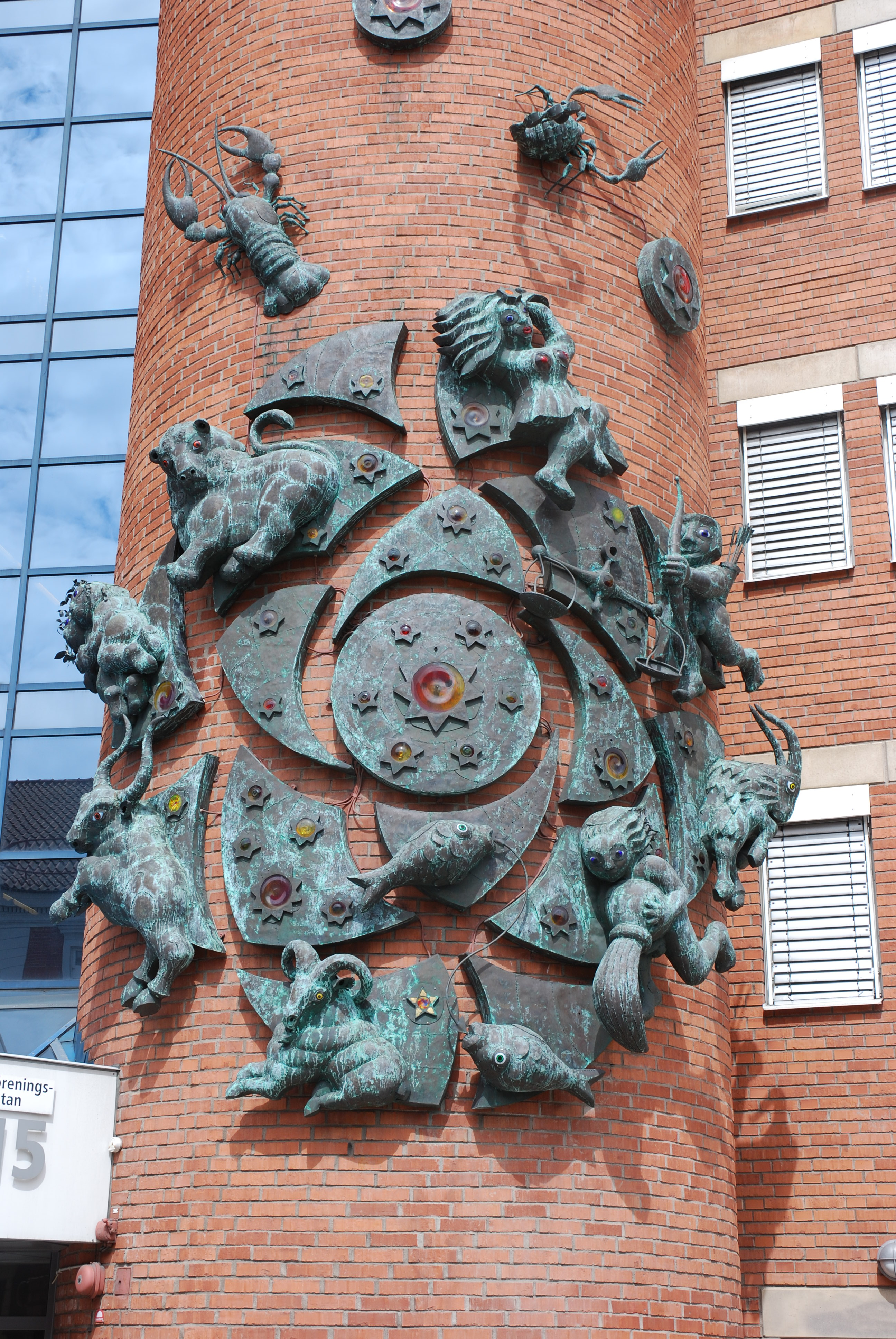
Zodiakens tecken i Malmö

Erik Walter Bengtsson, född 16 februari 1927 i Snöstorps församling, Halland, död 18 december 1998 i Söndrums församling, var en svensk skulptör, målare och grafiker. 

## Biografi
Walter Bengtsson utbildade sig 1954–1958 vid Valands konstskola i Göteborg, för att följande år fortsätta sina konststudier vid Accademia di Brera i Milano, under Marino Marini. Han invaldes 1971 som ledamot i Konstakademien.
Han debuterade som skulptör 1967 på Liljevalchs konsthall i Stockholm. I början arbetade han med gjuten aluminium, som putsades blank i vissa delar för att få kontrast mot den skrovliga gjutytan. Senare gjorde han konstverk i koppar som sedan förnicklades, patinerades och emaljerades för att få fram olika färger. Han gjorde även träreliefer i furu, till exempel den 22 meter långa "Sommarlov" i Sannarpsgymnasiets entré.
Blåsarna är huvudfotingar, som först kom till i början av 1970-talet och är speciella för Walter Bengtssons konst. En utställning med dessa blåsare 1976 kallades För öga, öra och hand och när man rörde dem, så gav de ljud ifrån sig.

## Offentliga verk i urval
Walter Bengtsson utförde ett sjuttiotal offentliga skulpturer.
- Laxen går upp, fontänskulptur, 1958, Picassoparken vid Slottsbron i Halmstad
- Spelrum Futurum, koppar, nickel och emalj, Kaknästornet i Stockholm
- Kärven, ärgad koppar, ovanför ingången till Restaurang Halmkärven, Klammerdammsgatan 5 i Halmstad, 1962
- Sommarlov, 1969, Sannarpsgymnasiet i Halmstad
- Beda och Svanen, Ikarosborn och Ada i Karlavagnen, 1969, skulpturgrupp i betong, emalj och koppar, i området runt Lövgärdesvägen i Angered, Göteborg[3][4][5]
- Europa och tjuren, 1976, i rådhuset i Halmstad
- Elia till himmelen, 1976, Flygvapnets skolor i Halmstad
- Drömbanken, målad och patinerad brons och koppar, 1977, fasadskulptur på gaveln till Falkenbergs Sparbank i Falkenberg
- Älgskogsblomma 1980, Folket Park i Halmstad
- Hertig Knut, 1985, fasadskulptur på hörnhus Klammerdamsgatan/Köpmansgatan i Halmstad
- Läkekonstens historia, 1986, entrén till länssjukhuset i Halmstad
- Diana, kopparplåt med bladguld och glasinfattningar, 1991, Esplanaden i Huskvarna
- Ikaros flyger mot solen, 1992, centrala Hässleholm
- Trefaldig vision, i Universitetssjukhuset i Lund
- Trärelief med konditoritema, konditori Regnbågen, Karl XI:s väg i Halmstad
- Sex skulpturer i Råcksta sjukhem, Råckstavägen 100 i Vällingby i Stockholm
- Halmkärven ovanför ingången till Restaurang Halmkärven på Klammerdammsgatan i Halmstad

## Ateljé Bastaskär

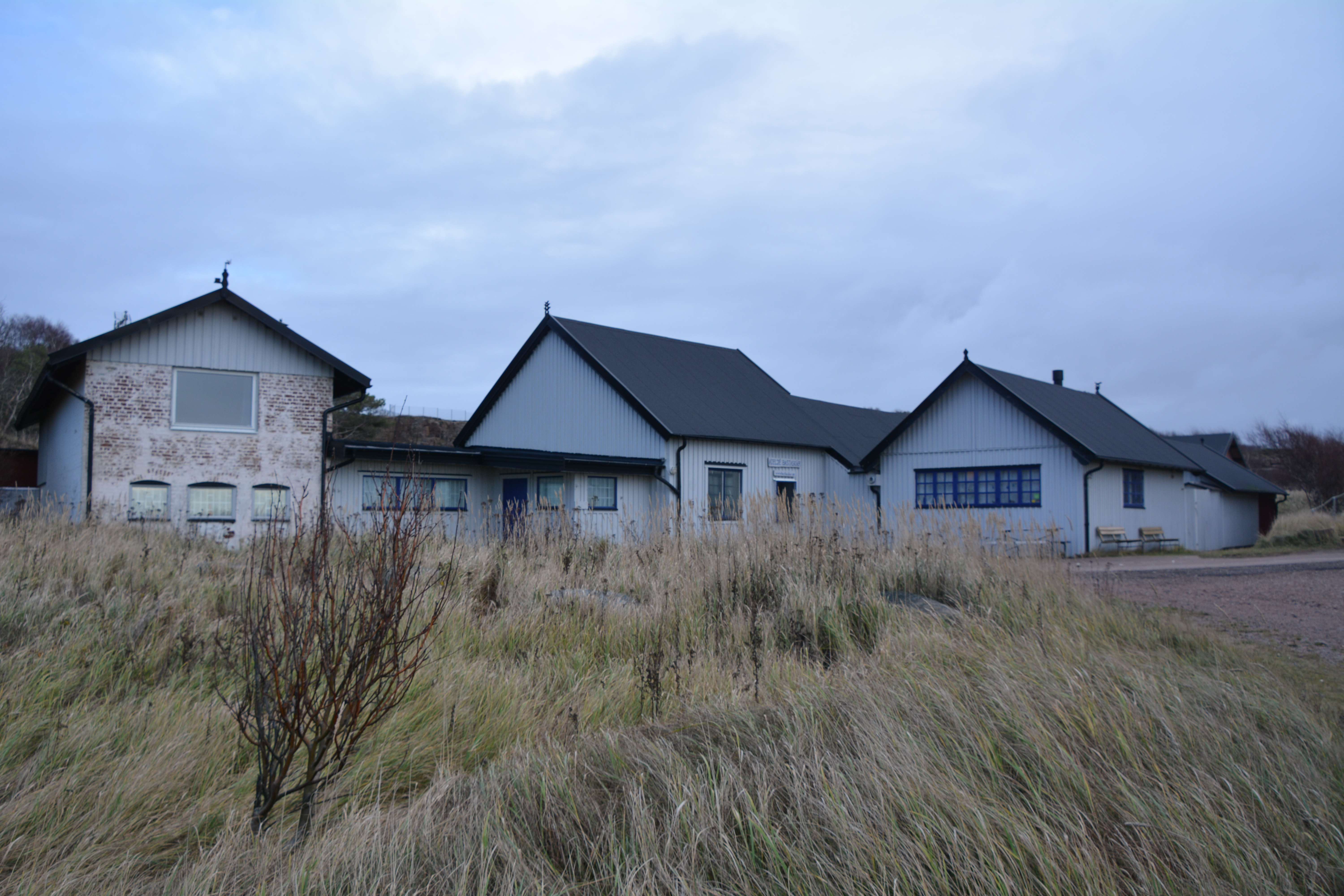
Ateljé Bastaskär

I den gamla stenhuggarsmedjan ute vid stranden i Grötvik arbetade Walter Bengtsson i nästan 40 år. Huset byggdes ut och till efterhand som uppdrag krävde större arbetsytor. I Ateljé Bastaskär har Stiftelsen Walter Bengtsson, som bildades av Walter Bengtsson och hans hustru Ullabritt 1998, samlat ett hundratal skulpturer, målningar och skisser.

## Fotogalleri

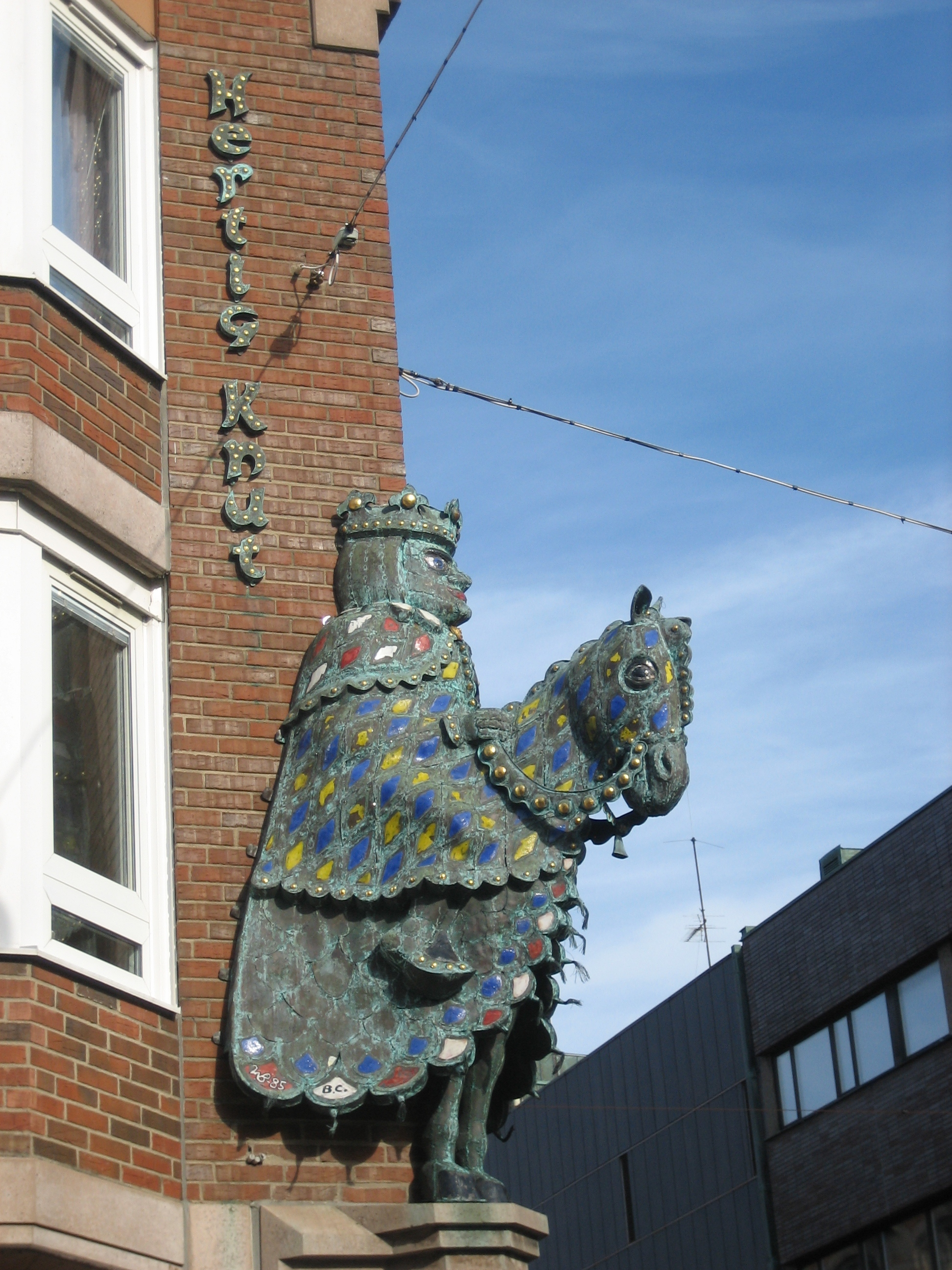
Hertig Knut i Halmstad
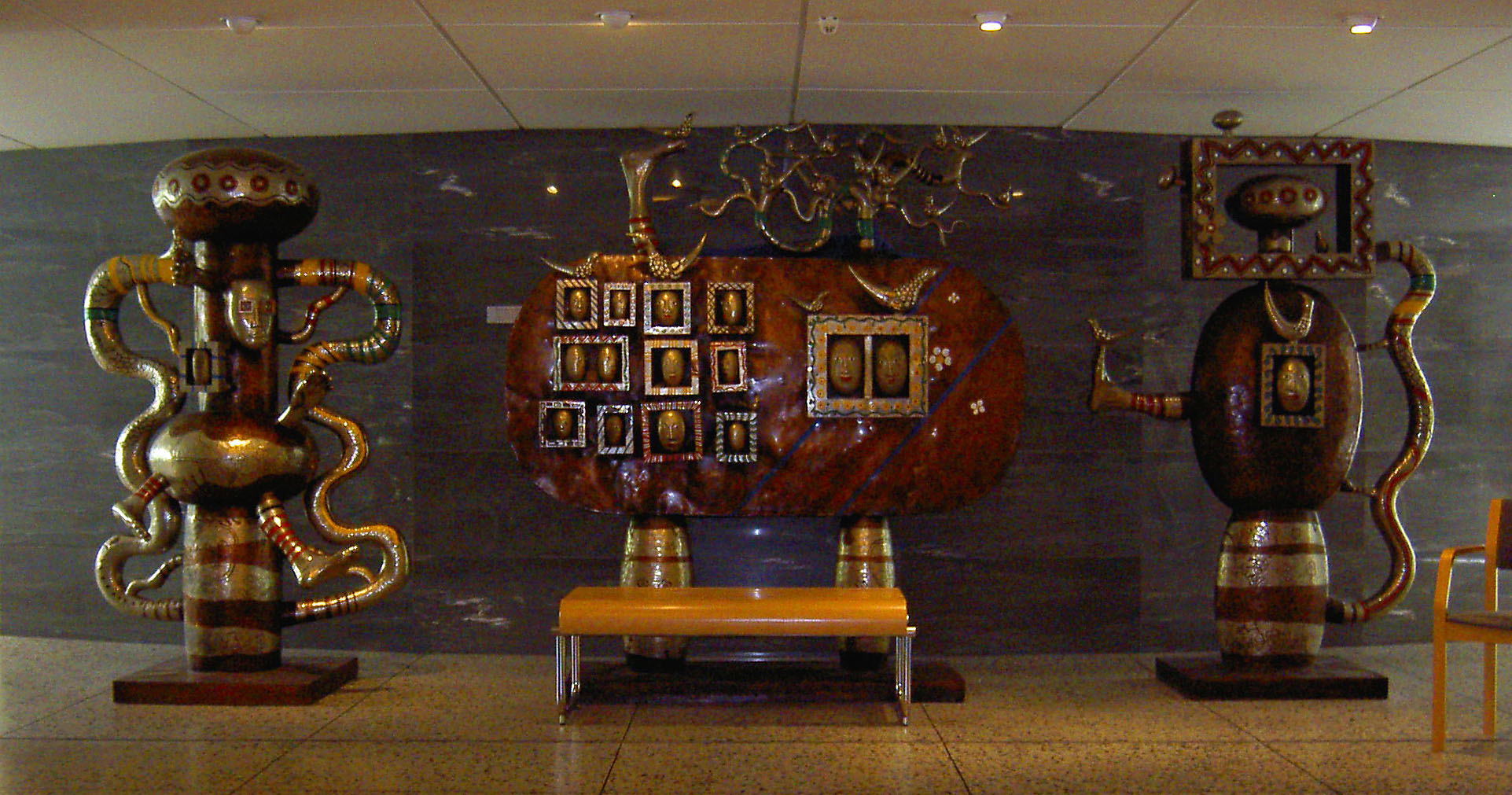
Trefaldig vision på Universitetssjukhuset i Lund
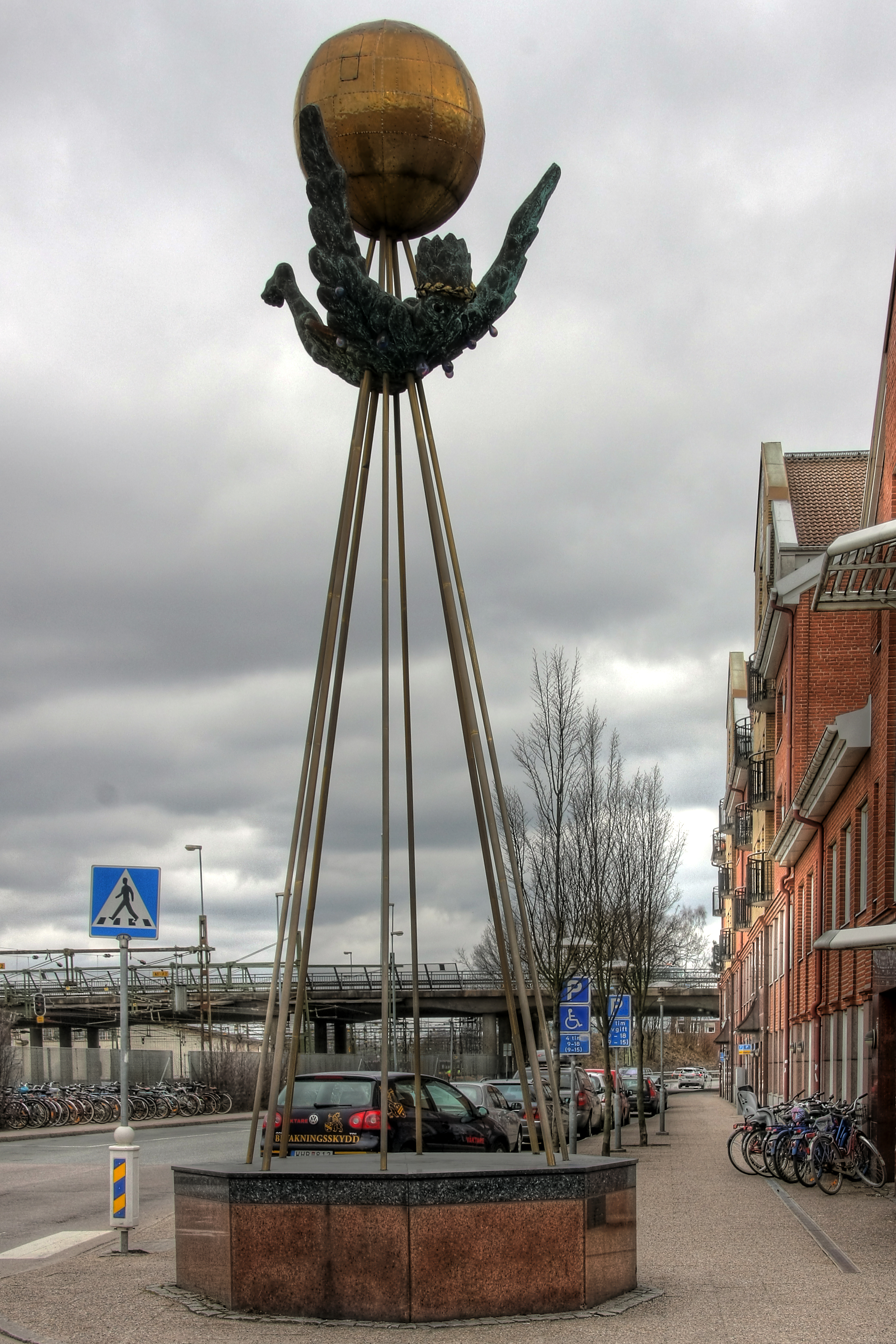
Ikaros flyger mot solen i centrala Hässleholm
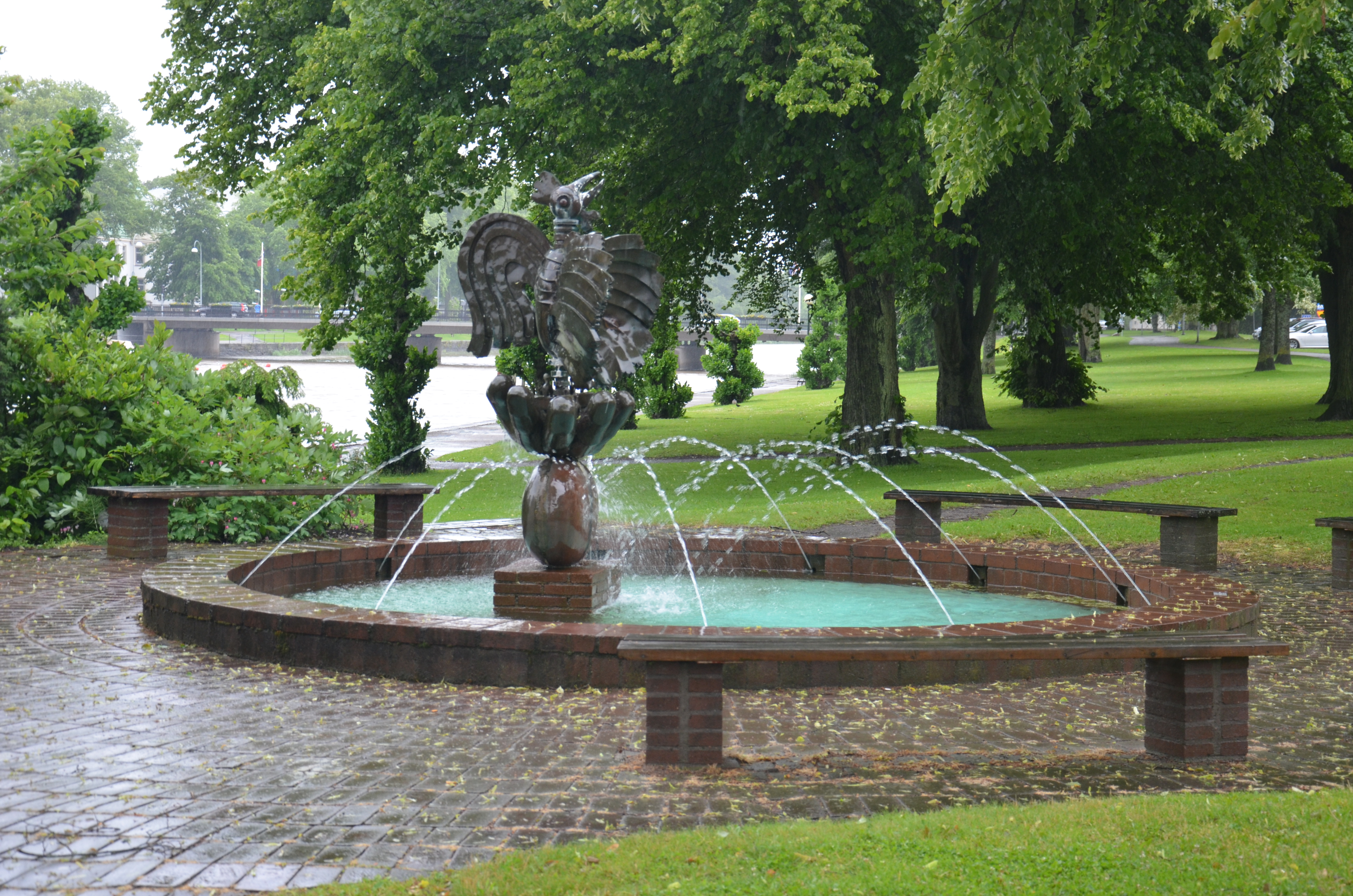
Bättre en fågel i handen i Lidköping